# Initia doctrinae physicae
Initia doctrinae physicae, deutsch Anfangsgründe der gelehrten Kenntnis der Naturlehre, ist der Titel einer Schrift, die Philipp Melanchthon 1549 (das letzte in der Schrift genannte Ereignis ist eine Position des Planeten Mars 1549 im Kapitel De tribus supremis Planetis (Über die 3 oberen Planeten, Sp. 271)) in humanistischem Latein verfasste. Er stellt unter dem im Werk genannten Titel (Sp. 369) die Naturphilosophie seiner Zeit für den naturwissenschaftlichen Unterricht an der Universität Wittenberg zusammen. Der Text ist in nicht durchnummerierte Kapitel angeordnet, bei einer Gliederung in drei Bücher. Zitiert wird daher nach Kapitelüberschriften und Spaltennummern in der unten angegebenen Textausgabe.

## Vorstellungen, Grundhaltungen, Quellen
In den einleitenden 6 Kapiteln des Werkes erläutert Melanchthon seine Vorstellungen und Grundhaltung und gibt auch einige Hinweise auf verwendete Quellen. Im Kapitel Quid est physica doctrina? (Was ist die gelehrte Naturlehre? Sp. 179 ff.) wird diese definiert als die Beschäftigung mit der Bewegung aller Körper in der Natur, ihrem Werden und Vergehen, den Gründen dafür, die Mischung der Elemente. Überblicksartig werden die Hauptgegenstände seiner Naturlehre (Gestirne, Medizin), die Ablehnung der antiken Lectores (in der Bedeutung Lesemeister, Lehrer) und die Sicherheit, die alles menschliche Wissen letztlich in Gott findet, dargestellt.
Auf die Hauptgegenstände dieser Naturlehre wird in den Kapiteln Quae doctrina usitate nuncupatur Physica? (Welcher gelehrte Gebrauch wird von der Naturlehre gemacht?, Sp. 182 ff.) und Quis est finis et Usus physices? (Was ist Zweck und Nutzen der Naturphilosophien, Sp. 18 9ff.) eingegangen. Der Himmel, die beständigen Gründe für die Bewegung von Sonne und Mond, den stellae errantes und dem Tierkreis stehen im Vordergrund. Aber auch die Materie unterhalb des Himmels, die sublunare Welt bis hin zum Menschen, ist nach Melanchthon unter dessen Einfluss. So führt er in dieser Schrift eine große Hitze auf das Zusammentreffen der „trockenen“ Planeten Saturn und Mars mit den „trockenen“ Tierkreiszeichen Löwe und Widder zurück (Sp. 182) und folgt damit dem antiken Naturforscher Claudius Ptolemäus. Dem antiken Naturphilosophen Thales von Milet schreibt er zu, den Einfluss eines Kometen auf die Attische Seuche untersucht zu haben (Sp. 185). Für die Medizin stellt Melanchthon besonders den praktischen Bezug her. Am Beispiel pleuritis (Seitenstechen, erwähnt bei Isidor von Sevilla: Etymologiae, 4,6,8 und Caelius Aurelianus: De morbis acutis et chronicis, 2,16,100) schildert er die Heilmittel des Arztes, wie Einschneiden der Vene zum Blutabfluss und Gabe von Pharmaka (Sp. 185). Aber auch Ruhe und Zurückhaltung von Schädigendem kann zur Heilung führen. Hier beruft sich der Autor auf Aulus Cornelius Celsus (Sp. 190).
Estne certitudo aliqua doctrinae physicae? (Gibt es Gewissheit in der gelehrten Naturlehre ?, Sp. 185 ff.) ist eine der Kapitelüberschriften. Melanchthon sieht als erste universale Kraft Gott und gibt damit der Naturlehre eine metaphysische, sichere Grundlage. In diesem einleitenden Kapitel bringt er das mehrfach zum Ausdruck. … proposita est oculis, ut naturae opificem Deum queramus (… klar ist, dass wir als Schöpfer der Natur Gott suchen, Sp. 188). Aber auch die Schriften der Antike geben dem Forschenden Sicherheit. Aristoteles habe in seinen naturphilosophischen Werken zwei Wege der Sicherheit gezeigt: von den Ursachen (causae) zu den Wirkungen (effectus) und von den Wirkungen zu den Ursachen (Sp. 193 f.). Während andere antike philosophische Ausrichtungen auf das Schärfste abgelehnt (furores, deliramenta) werden, insbesondere Demokrit von Abdera, Epikureer und die Stoiker, wird Aristoteles an vielen Stellen als Quelle angegeben, u. a. sein Werk De generatione et corruptione (Sp. 184). Der ganze Text kann als Darstellung von und Auseinandersetzung mit der Naturphilosophie des Aristoteles ausgefaßt werden; Melanchthon selbst bezeichnet es häufig als haec aristotelica initia.

## Inhaltsverzeichnis
Auf die Einleitung folgt eine Aufstellung von 70 Kapitelüberschriften für den folgenden Text. Auf drei theologische Themen (De Deo, De providentia = Vorsehung, Fürsorge, De contingentia) folgen 7 Kapitelüberschriften aus dem Gebiet der Astronomie. Allerdings verbergen sich hinter De stellis, et earum motibus et viribus (Von den Sternen und ihren Bewegungen und Kräften, Sp. 229 ff.) 63 Spalten mit umfangreichen Darstellungen der Bewegung von Sonne, Mond und Planeten, die einen beträchtlichen Teil des ersten Buches einnehmen. Aber das im Text enthaltene Kapitel Quis est motus mundi? (Was ist die Bewegung der Welt?, Sp. 216) taucht unter den Überschriften nicht auf. Hier argumentiert Melanchthon aufs Schärfste gegen die Meinung, die Erde bewege sich und nicht die Sonne, also gegen ein heliozentrisches Weltbild. Zwar nennt er den antiken Vertreter dieser Lehre Aristarch von Samos, nicht aber seine eigenen Zeitgenossen, die ihr aus aliquid amore novitatis (Neuerungssucht) anhängen würden.
Die folgenden Kapitelüberschriften beschäftigen sich hauptsächlich mit der Physica des Aristoteles unter Heranziehung weiterer Werke. Dabei ist die Reihenfolge nicht immer übereinstimmend mit dem folgenden Werk. Es werden auch unterschiedliche naturwissenschaftliche Einzelthemen angegeben (über Winde, über die Iris, über die menschlichen Körperteile). Für einige gibt es keinen Text. Möglicherweise sind Schriften verloren gegangen.

## Die Astronomie des Philipp Melanchthon

### Kosmologie
Melanchthon stellt das von antiken Naturphilosophen entwickelte und weitverbreitete geozentrische Weltbild dar: eine kugelförmige Erde (Kapitel Quae est figura mundi? (Welche Gestalt hat die Welt?, Sp. 215)) unbewegt im Mittelpunkt der acht himmlischen Sphären (Kapitel Quis est motu mundi? (Was ist die Bewegung der Welt?, Sp. 216)). Bei dem Problem der Dauer der Welt folgt er aber nicht den antiken Quellen. Aristoteles habe die Welt ohne Anfang und Ende gesehen, für ihn aber gelte (Kapitel An sit aeternus mundus, an vero ceperit, et an sit corruptibilis (Ob die Welt ewig sei, ob sie wirklich begonnen habe, und ob sie untergehen werde, Sp. 221 f.)):
Adsentiamus autem doctrinae a Deo traditae, quae ait hunc Mundum conditum esse … et sine fine mansurum esse domicilium anglorum et hominum (Wir stimmen aber der von Gott überlieferten Lehre zu, dass diese Welt gegründet sei … und ohne Ende eine Wohnstatt der Engel und Menschen).
In der Kosmologie des Mittelalters wurde der Gedanke einer neunten (primum mobile, Kristallhimmel) und zehnten (ultimum mobile, Empyreum) himmlischen Sphäre entwickelt und mit christlichen Vorstellungen verbunden, u. a. von dem englischen Astronom Johannes de Sacrobosco. Melanchthon folgt dem Gedanken weiterer Sphären, hat aber eine andere Sichtweise auf die neunte Sphäre. Vermutlich von Claudius Ptolemäus übernahm er die Erkenntnis, die antike Naturforscher durch sorgfältige Beobachtung der Sterne und Vergleich der Daten über die Jahrhunderte gewonnen hatten: die Objekte der achten Sphäre, die Fixsterne sind zwar in festem örtlichen Verhältnis zueinander, die Sphäre selbst aber bewegt sich. Melanchthon belegt dies u. a. mit der Wanderung der Plejaden im Verhältnis zum Tierkreiszeichen Stier und der sich ändernden Werte der Differenz zwischen der Mittagshöhe der Sonne bei Sommersonnenwende und Tagundnachtgleiche (Kapitel Quot sunt sphaerae coelestes (Wie viele himmlische Sphären gibt es, Sp. 225 ff.)). Die neunte Sphäre soll diese Bewegung hervorrufen. Er nennt diese Phänomene, die auf der Präzession der Erdachse beruhen und die für ihn nicht erklärbar sind, trepidatio (unruhige Hast, Durcheinanderlaufen) oder praecisio (praecesio = Vorangehen).

### Über die Sonne
In den Sp. 230–242 sammelt Melanchthon das zu vermittelnde Wissen über die Sonne, die er in den Anfangszeilen als wärmende Kraft und Förderung des Wachsens alles Lebendigen preist. Gemäß seinem geozentrischen Weltbild hat sie zwei Bewegungen (Sp. 230): ihre tägliche Wanderung um die Erde und ihre jährliche im Tierkreis. Die erste Bewegung wird von Melanchthon nur kurz behandelt. Sie führt zum Wechsel von Tag und Nacht, wobei die Tagesdauer in unseren Breitengraden (in nostro climate) von 7 Stunden / 30 Minuten zur Wintersonnenwende bis auf 16 Stunden / 30 Minuten zur Sommersonnenwende anwächst (Sp. 236). Der Grund dafür liegt in der zweiten Bewegung, der jährlichen Wanderung der Sonne im Tierkreis und damit vom Frühlingspunkt über die Punkte Sommersonnenwende, Herbsttagundnachtgleiche und Wintersonnenwende. Melanchthon dokumentiert die in der Antike mehrfach überlieferte Beobachtung (z. B. Claudius Ptolemäus, Martianus Capella), dass das Winterhalbjahr mehrere Tage kürzer ist als das Sommerhalbjahr (Sp. 232). Als Grund nennt er die exzentrische Bahn der Sonne um die Erde (Sp. 233, 240), deren Apogäum im Punkt der Sommersonnenwende liege. Für dessen Berechnung (6 gradus, 24 minuta Cancri) zitiert er Nikolaus Kopernikus.
Melanchthon stellt aber auch eine historisierende Übersicht der Einteilung des Jahres zusammen, von den Ägyptern bis zur Kalenderreform des Gaius Iulius Caesar. Eingehend beschäftigt er sich mit der alttestamentlichen Geschichte der Arche Noah. Anhand der zahlreichen Datums- und Zeitspannenangaben darin stellt er den Übergang vom Mondjahr (aus 12 Mondmonaten) zum Sonnenjahr dar. Die Sintflut dauert ein volles Sonnenjahr. Daher müssen, nachdem das Datum des Flutbeginns im Folgemondjahr erreicht ist, noch 10 Epaktentage bis zum Ende der Flut zugegeben werden.
Einige Zeilen später folgt die Beschreibung der Trigone, ein der Astrologie zuzurechnendes Beziehungsgeflecht im Rahmen des von der Sonne durchzogenen Zodiaks. Melanchthon findet diese Themen in dem astrologischen Werk des Claudius Ptolemäus, Tetrabiblos, das er Jahre zuvor in die lateinische Sprache übersetzt hatte.

### Über Mond und Finsternisse
Im Kapitel De Luna (Über den Mond, Sp. 242 ff.) sammelt Melanchthon die Eigenschaften des Mondes, die im Zusammenwirken von Erde, Sonne und Mond zu Sonnen- und Mondfinsternis führen. Der Mond ist kugelförmig, undurchsichtig, leuchtet nicht selbst, sondern erhält sein Licht von der Sonne und umkreist die Erde.
Melanchthon schildert den bewundernden Schauder, der die antike Welt beim Anblick der Mond- und besonders der Sonnenfinsternisse packte (Kapitel De Eclipsibus (Von den Finsternissen, Sp. 248 ff.)) bis hin zu dem Glauben, dass auf eine Sonnenfinsternis pestilentiae, bellorum tumultus und anderes Unheil folgen (Sp. 253). Er steht dieser Haltung nicht so fern. Und nach der Überlieferung der Anekdote aus der Perikles-Vita des Plutarch, in der jener dem Schrecken über die Sonnenfinsternis während des Peloponnesischen Krieges rational entgegentritt sagt er Perikles strenge Bestrafung wegen der Verachtung der göttlichen Warnung nach (Sp. 249).
Der Schwerpunkt dieser Kapitel liegt aber auf der naturwissenschaftlichen/astronomischen Erklärung der Finsternisse:
- Bei der Mondfinsternis wird der Mond des Lichtes der Sonne beraubt, weil er in den Schatten der Erde tritt, die dann diametral zwischen Sonne und Mond positioniert ist. Dies geschieht nur, wenn der Mond im Knotenpunkt, also dem Schnittpunkt von Ekliptik und Mondbahnebene steht (Sp. 250).
- Die Sonnenfinsternis hingegen tritt ein, wenn sich der Mond zur Zeit des Novilunium zwischen unsere Sicht und die Sonne stellt und mit dem Schatten seines Körpers auf einige Gegenden der Erde Finsternis bringt (Sp. 254).

Zur Erläuterung nimmt Melanchthon in seine Schrift die Entfernungsangaben und Größenverhältnisse der drei Himmelskörper auf, die er bei Claudius Ptolemäus findet. Der von Ptolemäus ausgeführte Gedanke der Parallaxe (wegen dieser Größenverhältnisse kann die Erde nicht als punktförmig angesehen werden, vielmehr muss der Standort des Betrachters auf der Erdoberfläche bei der Berechnung berücksichtigt werden) wird in der Initia doctrinae physicae aufgegriffen. Die Formulierungen, wie Abirrung unseres Blickes wegen der Nähe des Mondes (Sp. 256) oder der wahre Ort des Mondes unterscheidet sich vom sichtbaren Ort des Mondes (Sp. 257) entsprechen an Klarheit aber nicht den Ausführungen des Ptolemäus.

### Stellae errantes
Sp. 260–292 enthalten umfangreiches, nicht unbedingt geordnetes, Wissen über die 5 Planeten: Merkur, Venus, Mars, Jupiter, Saturn. Zunächst wird die seit Jahrhunderten, ja Jahrtausenden, tradierte Vorstellung wiedergegeben, dass diese 5 Planeten den Weltmittelpunkt – also die Erde – umkreisen, 2 (Merkur und Venus) unterhalb der Sonne und die 3 übrigen oberhalb der Sonne (Sp. 261). Z. B. werden für die Umlaufdauer der oberen Planeten die von Plinius dem Älteren (Naturalis historia, II/32 f.) angegebenen ungefähren Werte (Mars 2 Jahre, Jupiter 12 Jahre, Saturn 30 Jahre) übernommen. Im Kapitel De duobus inferioribus Planetis, Venere et Mercurio (Über die zwei unteren Planeten Venus und Merkur, Sp. 275 f.) wird zwar die Möglichkeit erwogen, dass diese unteren Planeten um die Sonne kreisen, aber verworfen. Darauf folgt eine genauere Darstellung der Planetenbewegung orientiert an Claudius Ptolemäus (Almagest, Buch IX, Kap. 5,6): Um die Erde laufen Bahnkreise (defender), diese sind aber exzentrisch (eccentricus) mit einem erdfernen (apogeon) und einem erdnahen (perigeon) Punkt. Fur jeden Planet liegt auf seinem Bahnkreis der Mittelpunkt eines weiteren Kreises (epicyclum), auf dem der Planet umläuft. Dieses Modell wird mit zahlreichen Beobachtungen der Planeten auf ihrem Weg durch den Tierkreis und ihre Breitenabweichung von der Ekliptik erläutert. Dabei stehen die, von Claudius Ptolemäus und späteren Naturforschern ermittelten Zahlen, wie die maximale Elongation von Merkur und Venus (Sp. 275 f.) im Mittelpunkt. Es gibt aber auch beschreibende Teile, die das Verständnis der Schüler fördern sollen, so im Kapitel De tribus supremis Planetis (Sp. 263, in freier Übersetzung):
- Wenn sich ein Planet im oberen Teil seines Epizykels bewegt, hat er zwei Bewegungen in gleicher Richtung, die des Planeten auf dem Epizykel und die des Mittelpunktes des Epizykels auf dem Exzenter; daher erscheint er gegen die Tierkreiszeichen schneller. Wenn er aber zum unteren Tell heruntersteigt, hat er eine östliche und eine westliche Richtung … Ähnlich wie bei einem Schiff, das gegen die Strömung bewegt wird, bewirken die gegenläufigen Bewegungen, dass ein Planet einige Tage unbeweglich stehend gesehen wird.

## Darstellung der Naturphilosophie des Aristoteles
Zu Beginn des Buches II (Sp. 291) fasst Melanchthon zusammen, worum es im Hauptteil der Bücher II und III geht:
- … consideratio materiae … et earum effectionum, quae sunt causae mutationum in corporibus, ut generationum … alterationum, corruptionum … et partium in corporibus, et causarum propinquarum et remotarum
- … Betrachtung des Stoffes … und der darauf wirkenden Kräfte, die Grund der Veränderungen in den Körpern sind, wie Werden, Veränderung, Vergehen, … und der Teile in den Körpern, und der näheren und ferneren Gründe.

Aristoteles und andere Naturphilosophen hatten zu diesen Themen Begriffe in griechischer Sprache entwickelt. Im Laufe der Jahrhunderte wurden dazu lateinische Äquivalente gefunden. Beispielhaft dafür sind die Übersetzungen von Platons Timaios, aber auch in den Etymologiae des Isidor von Sevilla etwa usiae, id est substantiae (II, XXVI) oder ὺλῃ haben die Lateiner materia genannt (XIII, III). Im Kapitel De Principiis (Sp. 293, Grundstoff-Grund-Ursprung, gr. archai) legt Melanchthon seine Sicht der Grundlagen verschiedener antiken Naturphilosophen dar. Demokrit von Abdera und die Epikureer lehnt er ab, weil sie keine Wirkursache (efficientis causa) kennen. Den Stoikern wirft er vor, dass sie die zwei Prinzipien mens et materia (gr. zitiert λόγον, ὒλμν) durch die unsinnige necessitas (Zusammenhang von Ursachen und Wirkungen nach einer unverbrüchlichen Ordnung und Notwendigkeit) ergänzt und zerstört hätten. Obwohl Platon und seine drei Prinzipien Deus, Materia, Idea positiv gesehen werden, ist doch Aristoteles der bevorzugte Autor mit den drei Prinzipien der Natur materia, forma, privatio. Die wichtigen Begriffe Materie (Et quid est Materia, Sp. 296), Form (Quid est Forma, Sp. 297), Ursache (Prima divisio causarum, Sp. 306 ff.) werden erläutert. Die Weiterentwicklung der Ursachen zu Zufall, Schicksal führt schließlich zu dem astrologisch behandelten Thema De Fato (Sp. 329 ff.).

### Grundzüge der Vier-Elemente-Lehre
In Buch III ab Sp. 381 behandelt Melanchthon ein eng begrenztes Gebiet der griechischen Philosophie, die Vier-Elemente-Lehre. Als Quelle nennt er Aristoteles und die antiken Ärzte. Durch die Überschrift De Elementis et eorum qualitatibus et alterationum et mixtionum causis (Von den Elementen, ihren Eigenschaften und den Gründen ihrer Wandlung und Mischung) postuliert er, das Thema umfassend zu behandeln. Tatsächlich nennt er nicht nur die überlieferten vier Elemente Feuer, Luft, Wasser, Erde, sondern exzerpiert auch einige Gründe für die 4-Zahl aus der ihm vorliegenden Literatur; so übernimmt er die zwei Auf- und Abwärtsbewegungen der vier Elemente als Ursache (Sp. 382). Die Herleitung der Vier-Säfte-Lehre (rubra bilis = rote Galle, atra bilis = schwarte Galle, sanguis = Blut, phlegma = Schleim) des antiken Arzte Galenos aus der 4-Elementen-Lehre gilt ihm auch als Begründung der 4-Zahl. Anschließend werden die primae qualitates (Haupteigenschaften) Wärme, Kälte, Feuchtigkeit, Trockenheit vorgestellt und die secundae qualitates (nachfolgende, geringere Eigenschaften) schwer/leicht, rau/glatt etc. (Sp. 385). Im Folgenden geht es um die Wandlung und die Mischung der Elemente ineinander. Diese nicht einfach verständlichen Begriffe werden von Aristoteles, den Melanchthon hier häufig zitiert, besonders in seinem Werk De generatione et corruptione besprochen, das möglicherweise eine Quelle Melanchthons war. Alle Elemente können durch Wandlung (Melanchthon: transformatio) ineinander übergehen (Sp. 395). Mischung (Melanchthon benutzt das griechische Lehnwort mixtio) von Elementen führt zur Bildung neuer Stoffe. Dazu müssen die Elemente aufeinander wirken und aneinander leiden (Melanchthon: actio-passio) (Sp. 392 f.). Die von Melanchthon verwendeten Begriffe stehen bereits im Aristoteles Latinus. Ob diese Übersetzung dem Autor zur Verfügung stand oder er ausschließlich den griechischen Text benutzte, wie einige griechische Zitate nahelegen, muss offen bleiben.
Melanchthon versucht, seinen Schülern die schwierige Materie durch Beispiele aus Naturlehre und Medizin näherzubringen. So schmelze Blei schneller als Kupfer, weil es einen höheren Anteil am Element Wasser habe (Sp. 394). Schwerbeladene Schiffe schwimmen, weil Holz das Element Luft enthält (Sp. 388). Bei Fieber werden wegen ihrer Haupteigenschaften kalte und trockene Stoffe, wie Gerstenwasser und Pflaumen verordnet (Sp. 383). Ausführlich (Sp. 388 f,) begleitet Melanchthon die unreife Traube (Erde, bitter) auf ihrem Weg über die reifen Traube (Luft, süß), den Most (Gärung wg. Wärme), Wein (Luft, süß) bis zum Essig (Kälte, Trockenheit, sauer).

## Die Astrologie des Philip Melanchthon
Die Astrologie ist für Philip Melanchthon, wie für andere Gelehrte seiner Zeit, durchaus eine physikalische Wissenschaft. Schon in dem einleitenden Kapitel Quae doctrina usitate nuncupatur Physica (Sp. 182 ff.) weist er auf die Möglichkeiten der Astrologie hin, das Geschehen auf der Erde zu erklären. Allerdings habe sich Aristoteles in der Physica dazu nicht geäußert. Und bei der Behandlung der Planeten kommen auch astrologischen Aspekt zur Sprache. Für wichtige und meist unheilvolle Ereignisse wird der Stand der oberen Planeten angegeben, so für den Tod Martin Luthers und den Ausbruch einer neuen Krankheit, die Gallicum (die französische) genannt werde. In den Kapiteln De Temperamentis et Stellis (Von den Anlagen und den Sternen, Sp. 323 f.) und De Fato physico (Vom physischen Schicksal, Sp. 331–335) geht er näher auf das Thema ein. Im zuerst genannten Kapitel wird versucht, verschiedene Vorstellungen darzustellen und in Übereinklang zu bringen. Einerseits folgt Melanchthon dem Tetrabiblos, dem astrologischen Werk des Claudius Ptolemäius, das er aus dem Griechischen ins Lateinische übersetzt hatte. Die Anlagen der Menschen werden daher auf die Konstellation der Gestirne zurückgeführt, etwa die Kränklichkeit eines Magdeburgischen Geistlichen auf die ungünstige Verbindung von Mond und Widder mit Saturn und Stier; Neigung zu Musik und Dichtkunst findet sich unter der Herrschaft der Planeten Merkur und Venus. Andererseits wird am Schicksal Absaloms, des Sohns König Davids ausgeführt, dass der Rat Gottes außerhalb solcher Zusammenhänge steht. Unter physischem Schicksal wird der Einfluss der Sterne auf Elemente und Körper verstanden. Dazu gehört der Einfluss des jährlichen Sonnenlaufs auf die Jahreszeiten, aber auch das Wirken der Tierkreiszeichen auf eine kühlere und feuchtere oder wärmere und trockenere Witterung hin, wie im Tetrabiblos beschrieben. Durch die providentia Gottes, die Melanchthon an früherer Stelle im Werk (Sp. 203) gewürdigt hatte, ist deren Reihenfolge für ein optimales Wachsen und Gedeihen der Natur angelegt. Auch der Verlauf von Krankheiten ist durch die Gestirne, insbesondere den Mond, bestimmt.

## Ausgabe und Überlieferung
Das Werk erschien 1549 erstmals gedruckt bei Hans Lufft in Wittenberg; allerdings wurde ein Manuskript Melanchthons schon Jahre vorher von seinem ihm nahestehenden Kollegen Paul Eber zu Physikvorlesungen benutzt und ausgearbeitet. Weitere Ausgaben wurden in Wittenberg bis 1600 herausgegeben, einige auch in Basel, Frankfurt a. M. und Leipzig. Insgesamt hatten Melanchthons wissenschaftliche Leistungen und seine naturwissenschaftlichen Lehrbücher großen Einfluss in den folgenden Jahrhunderten. Eine Übertragung in die deutsche Sprache durch Walther Ludwig wurde 2008 als Band 11 der Reihe Subsidia Classica im Verlag Marie Leidorf veröffentlicht.

## Textausgaben und Übersetzungen
- Karl Heinrich August Manitius: Des Claudius Ptolemäus Handbuch der Astronomie. Leipzig 1912.
- Philipp Melanchthon: Initia doctrinae physicae in Opera Quae Supersunt Omnia – Band 13 in Corpus Reformatorum, Hrsg. Karl Gottlieb Bretschneider, Halle 1846.
- Philipp Melanchthon: Initia Doctrinae Physicae. Die Anfänge der physikalischen Lehre übertragen von Walther Ludwig, Rahden/Westf. 2008.